# Heitoraí
Heitoraí, amtlich Município de Heitoraí, ist eine kleine brasilianische politische Gemeinde im Bundesstaat Goiás in der Mesoregion Zentral-Goiás und in der Mikroregion Anápolis. Sie liegt westlich der brasilianischen Hauptstadt Brasília und nördlich von Goiânia, der Hauptstadt des Bundesstaates.

## Geographische Lage
Heitoraí grenzt an die Gemeinden:
- Im Nordwesten an Itapuranga
- im Osten an Uruana
- Im Süden an Itaberaí
- Im Südwesten an Goiás Velho